# 武姆塔勒山

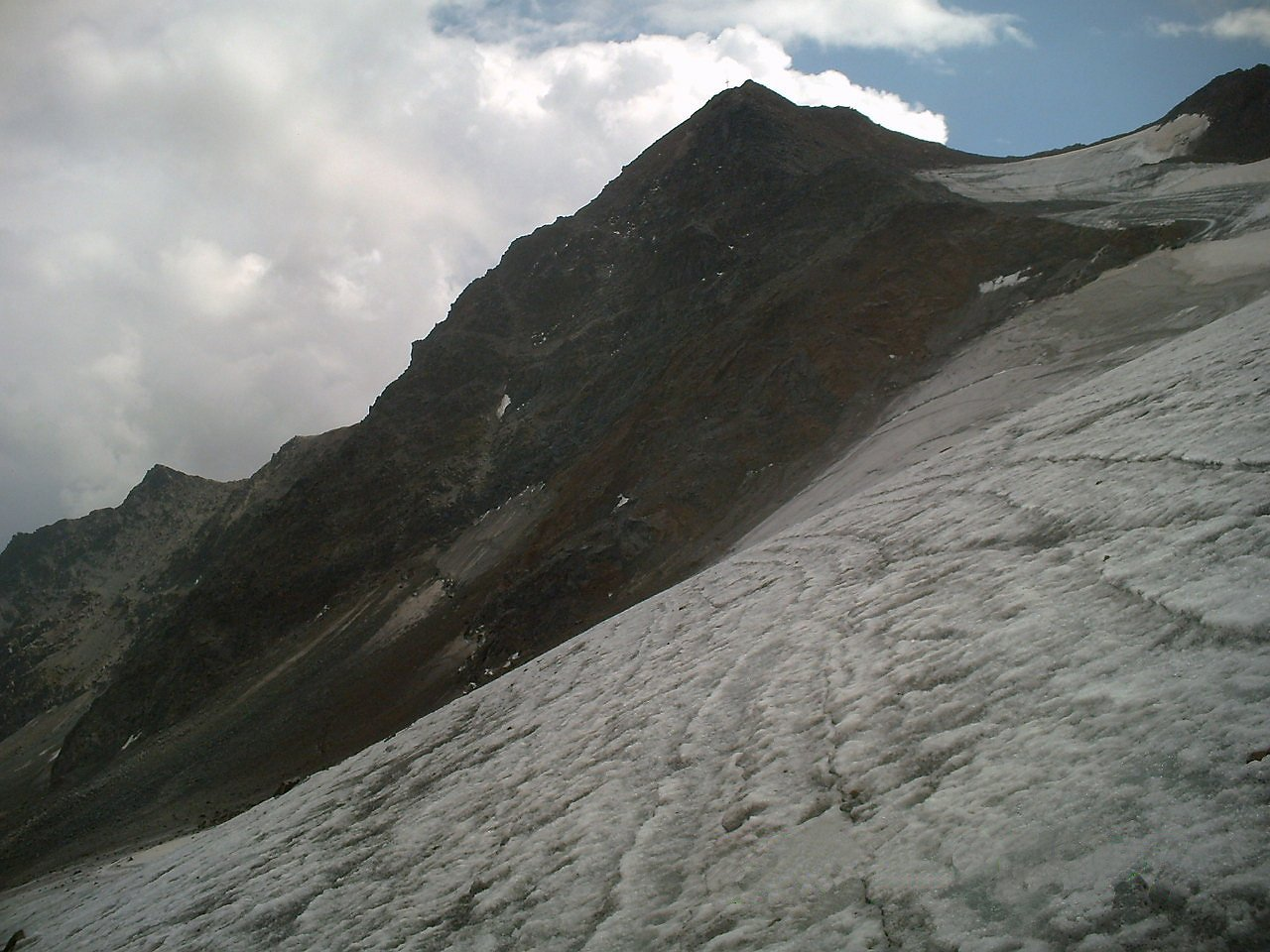

46°56′18.5″N 10°47′44″E / 46.938472°N 10.79556°E
武姆塔勒山（德語：Wurmtaler Kopf），是奧地利的山峰，位於該國西部，由蒂羅爾州負責管轄，屬於奧茨塔爾阿爾卑斯山脈的一部分，距離艾斯卡斯滕峰0.8公里，海拔高度3,228米，人類在1902年首次登頂。